# ستيف برلين
ستيف برلين (بالإنجليزية: Steve Berlin)‏ هو منتج أسطوانات أمريكي، ولد في 14 سبتمبر 1955 في فيلادلفيا في الولايات المتحدة.

## وصلات خارجية
- ستيف برلين على موقع IMDb (الإنجليزية)
- ستيف برلين على موقع ميوزك برينز (الإنجليزية)
- ستيف برلين على موقع أول ميوزيك (الإنجليزية)
- ستيف برلين على موقع ديسكوغز (الإنجليزية)